# .berlin
.berlin je doména nejvyššího řádu určená pro německé hlavní město Berlín. Tuto doménu spravuje i sponzoruje organizace dotBERLIN, jejímž ředitelem je Dirk Krischenowski. Mezi další města v Německu, která mají vlastní doménu nejvyššího řádu, patří například Hamburk (.hamburg) nebo Kolín nad Rýnem (.cologne a .koeln).

## Historie
Organizace dotBerlin dne 31. října 2013 zažádala u organizace ICANN, která se staré o domény nejvyššího řádu, o doménu pro Berlín .berlin. Setkala se s úspěchem a doména .berlin byla spuštěna 18. března 2014.